# 青柳優馬
青柳 優馬（あおやぎ ゆうま、1995年11月2日 - ）は、日本の男性プロレスラー。YouTuber。全日本プロレス所属。長野県松本市出身。長野県田川高等学校卒業。

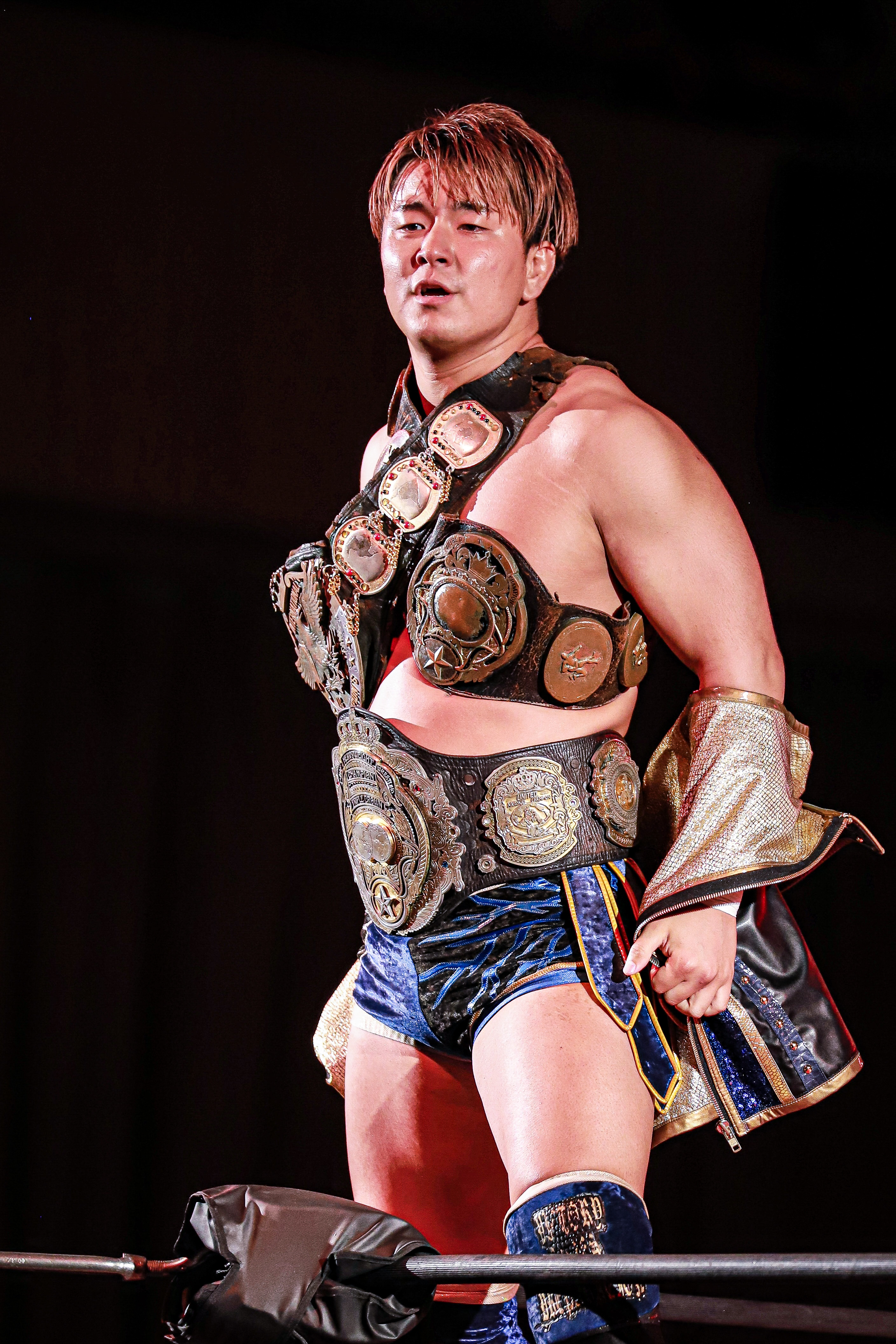
2023.08.23 GLEAT x AJPW 後楽園ホール 青柳優馬選手

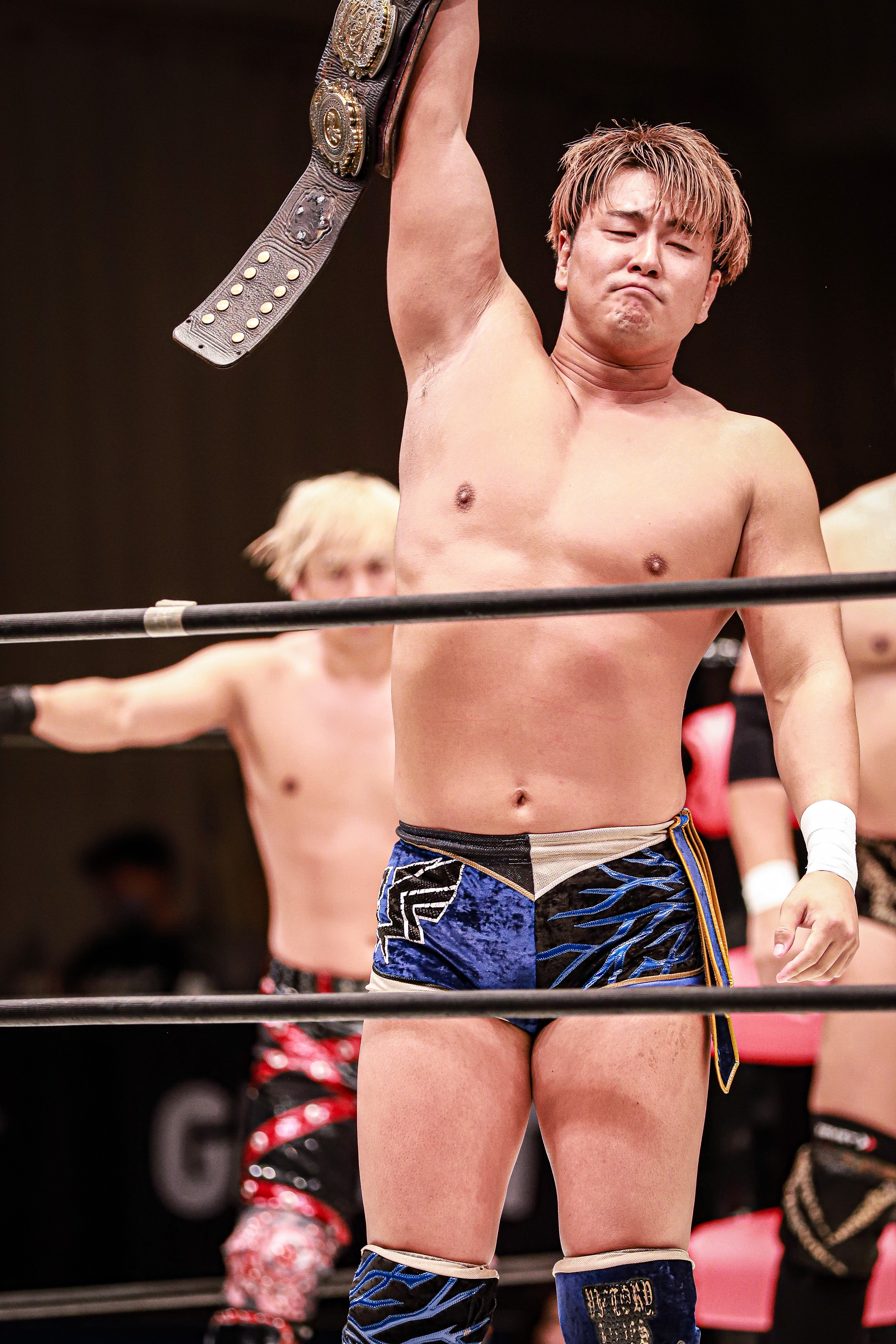
2023.08.23 GLEAT x AJPW 後楽園ホール 青柳優馬選手

## 経歴
中学まではサッカーをしていて、プロレスファンだった父と一緒にテレビや試合会場でプロレスを観戦していた。青柳の父はかつてプロレスラー志望で、高校卒業時に団体に履歴書を送ったものの返答が来ず、そのまま諦めてしまった経歴を持つ。青柳も「好き」からいつしか「自分もプロレスラーになりたい」という憧れに変わり、高校受験を控えた時期にプロになる決意を両親に伝えた。

### 新人時代
高校卒業後、2014年4月1日に全日本プロレスに入門。その後、約8か月の練習生期間を経て12月14日の後楽園ホール大会にて宮原健斗とのシングルマッチでデビューを果たす。和田京平レフェリー40周年&還暦記念大会の第一試合が青柳のデビュー戦となった。デビュー戦のレフェリーを和田が務め、後楽園ホールで開催され、「青色のショートタイツのコスチュームを着用する」との状況は、全日本プロレス社長の秋山準と同じである。また、青柳が着用した青色のショートタイツは秋山からのプレゼントでもあった。
2015年末、世界最強タッグ決定リーグ戦にて野村直矢とのタッグで出場したが、結果は勝ち点2で予選敗退となった。
2016年2月、中島洋平の持つGAORA TV王座に挑戦したが、敗れた。また4月のチャンピオン・カーニバルには野村、ジェイク・リーが出場したが、青柳だけは出られず、これを逆にチャンスと考え社長の秋山が出場するWRESTLE-18月11日横浜大会での秋山のパートナーに名乗りを上げ、さらに8月新日本プロレス・プロレスリング・ノア共催のスーパーJカップへの出場希望もぶち上げた。
5月25日、社長の秋山の要請により「AJレンジャー」のブルーとなる。

### ジュニアヘビー級時代
7月20日には第6回スーパーJカップに出場したが、一回戦で鈴木軍のタイチに敗れた。大舞台に向けて用意したシューティングスター・プレスの目測を誤るなど不甲斐ないファイトが目立ち、タイチからも「あんな小僧なんか当てるな。オレとやるレベルじゃない。」と酷評された。
9月19日、後楽園ホール大会で宮原&ジェイクのNEXTREAMに野村とのタッグで対戦。三冠王者に強烈に食い下がる等熱戦を展開して会場を熱気で爆発させた。試合には敗れたものの、試合後に宮原から直接勧誘を受けNEXTREAMに加入する。
11月27日、両国国技館大会の世界ジュニアヘビー級選手権試合勝者の石井慧介にベルトへの挑戦をアピールし、翌年の1月3日に同王座挑戦が決定した。また王座戦に向けて新開発した技「ロックスターバスター」を12月20日に披露した。2017年1月3日にタイトル挑戦を迎えるが、敗れた。
4月13日、新日本の若手興業「LION'S GATE」に参戦。岩本煌史とのタッグで邪道・外道組と対戦するが、邪道のグリーンキラーで破れた。
2017年8月27日、全日本プロレス45周年記念両国大会 〜新たなる決意〜においてJカップ以来となるタイチ戦を実現させる。青柳もゴング前に奇襲してドロップキックを放った。さらにジャーマンスープレックスの3連打などで攻めてタイチから何度か2カウントを取ったが、13分19秒、最後はタイチのバックドロップ、後頭部へラリアット、ジャンピング・ハイキック、タイチ式ラストライドからのエビ固めで仕留められた。しかし、青柳の試合内容の良さからタイチからは「あの若いのだってよ…このバカ団体よりはちょっとぐらいいいんじゃねぇか?」と前回の激怒から打って変わったコメントを出した。試合後に青柳は「まだまだ自分の力が足りないですね。負けたままじゃ終わらないです」と自らリベンジを誓った。

### ヘビー級時代
9月12日、青柳はヘビー級転向の意思を表明し、野村とのタッグでアジアタッグ王座を奪取すると4度の防衛に成功、東京スポーツプロレス大賞新人賞を受賞する。だが、2018年1月25日の新木場大会で対戦相手の崔領二の場外へのリフトアップホイップの着地に失敗、右足を骨折して欠場に入った。同年6月5日に復帰すると、7月29日に再度野村とのタッグでアジアタッグ王座を奪還、4度の防衛を果たす。
2019年2月25日、野村のNEXTREAM脱退に伴い、アジアタッグ王座を返上。青柳はNEXTREAMでの残留を表明する。同年チャンピオン・カーニバルに初出場、新技「エンドゲーム」でゼウスに土を付けるなど健闘したが、最終的に3勝5敗、ギアニー・ヴァレッタと同点の得点6でリーグA最下位に終わった。

### 宮原からの離反 - 再結託
2020年1月3日、三冠ヘビー級王座を防衛した直後の宮原を青柳が急襲し、タイトル挑戦を表明。さらに同月11日、青柳はNEXTREAMは自分のチームであり、一騎討ちに勝ったら宮原を追放すると宣言。北原光騎のもとで新技・スピンキックを修得し、その技でUTAMAROをKOするなど打倒宮原に執念を燃やしたが、2月11日の三冠戦で宮原に敗れ、宮原よりNEXTREAMからの「卒業」を言い渡される。
NEXTREAM卒業後は特定のユニットには属さず、イザナギよりPURPLE HAZEへの勧誘を受けたが「自分は神ではない」と断っている。その後は実の弟でもある青柳亮生とのタッグを数試合行うも継続せず、そのまま9月のチャンピオン・カーニバルに出場するも2勝2敗で予選敗退。公式戦の試合終了後に土肥こうじによる再三の襲撃を受け、10月5日の最終戦にてエンドゲームで絞殺した。
先述のチャンピオン・カーニバル決勝戦で青柳は、敗れた宮原に肩を貸して引き上げ、再結託する。宮原と世界最強タッグ出場が決定し、宮原は新しいチーム名をTwitterにてファン公募していたが青柳が「NEXTREAM」を提案し、NEXTREAMが復活した。世界最強タッグでは第1戦の関本大介&アブドーラ小林、第2戦の芦野祥太郎&羆嵐に連敗するも、その後4連勝を飾る。最終戦では自らが対戦相手のジェイクをエンドゲームによって下し、最強タッグ初優勝を飾った。
2021年1月2日、宮原とのタッグで世界タッグ王座を獲得。その後世界タッグ王座は手放すものの、年末の最強タッグでは宮原とのタッグで出場。タッグチームとして2年連続優勝を果たす。

### 新時代の旗手へ
2022年のチャンピオン・カーニバルではBブロック最終戦にて宮原と30分引き分けとなり、勝ち点7で突破し初の優勝決定戦進出。5月4日、後楽園ホール大会にてAブロック代表ジェイク・リーとの試合をザ・フールで制し初優勝するとともに、それまでジャンボ鶴田が打ち立てていた最年少優勝記録を26歳6か月で更新した。試合後には敵対するヒールのジェイクに共闘を呼びかけ、大森北斗も巻き込み「本隊」を名乗ってリング上を引っかき回した。さらには退団し外敵となった野村直矢にもラブコールを送り、12月26日のREAL BLOODにてノムヤギタッグを復活させた。
2023年、ノムヤギタッグにて世界タッグ王座を奪取。同年の#ajpwチャンピオン・カーニバルでは、野村直矢が左膝前十字靭帯断裂により出場辞退になったことを受けて、初日（4月8日）後楽園ホール大会の開会式で野村のタスキをまとって参戦。野村の必殺技であるマキシマムも繰り出し、宮原からシングル直接対決10戦目にして初のフォール勝ちを奪った。
同年7月2日、永田裕志が保持する三冠ヘビー級王座に挑戦し勝利、悲願の初戴冠を成し遂げた。

## 得意技
対戦相手に容赦なく歯に衣着せぬコメントが多く、陰湿レスラーの異名を取る。技名は、自身のニックネームに因んだものがメインとなっている。

### フィニッシュ・ホールド
ザ・フール
旋回式のロックスター・バスター。相手の右足を抱えながら担ぎ上げ、その場で旋回しながら倒れ込んでマットに叩きつける。2022年4月9日のチャンピオン・カーニバル公式戦にて諏訪魔を相手に初公開。現在の最上級フィニッシャー。
ロックスターバスター
2016年12月20日に初公開した青柳のフィニッシュ・ホールド。
相手をキャプチュードの様に片足を内側から抱え込むようにクラッチして担ぎ上げ、垂直落下でマットに突き刺す変形フィッシャーマン・バスター。かつて石井慧介との世界ジュニアヘビー級選手権試合用に開発した技。変型フィッシャーマンバスター。命名はすぐにはせず、2017年の1月2日に技名を公開した。青柳のニックネームでもある「ロックスター」を冠した名前とした。
雪崩式ロックスター・バスター
コーナー・セカンドロープに立った状態で相手の左足を内側から抱え込んで担ぎ上げ、背面から落下して後頭部からマットに叩きつける。
エンドゲーム
ハンマーロック式フロント・ネックロック。
左腕でネックロック、右腕で相手の左腕をハンマーロックに固める複合技。
2019年4月10日、チャンピオン・カーニバルのゼウス戦で初公開。

### 打撃技
スピンキック
北原光騎のもとで修得した後ろ回し蹴り。
2020年2月6日、UTAMARO戦で初公開。
クローズライン
ドロップキック
エルボースマッシュ
ジャンピング・ニーバット
師匠である秋山から使用許可を得ている。

### 投げ技
フィッシャーマンズ・スープレックス
ロコモーション式ジャーマンスープレックス
ジュニアヘビー級時代から要所要所で使用している。
バックドロップ
ブレーンバスター
雪崩式ブレーンバスター

### 飛び技
ダイビングボディアタック

### フォール技
スタッフロール
スタンディング式エンドゲームから、相手の片足を自らの足で絡め捕り、そのまま丸め込んでフォールする技。

### 合体技
宮原健斗
仕事納め
青柳が相手をゴリー・スペシャルで捕えたところに、宮原がフェイス・クラッシャーで飛びつく。2021年最強タッグの初戦でエル・リンダマンを相手に初公開。

## タイトル歴
全日本プロレス
- 三冠ヘビー級王座
第70代、73代
- 世界タッグ王座
第88代、第94代、第96代、第100代（パートナーは宮原健斗→野村直矢→宮原健斗×2）
- アジアタッグ王座
第103代、第105代、第126代（パートナーは野村直矢→青柳亮生）
- 全日本プロレスTV認定6人タッグ王座
第10代（パートナーは阿部史典&佐藤光留）
- チャンピオン・カーニバル優勝
2022年
- 世界最強タッグ決定リーグ戦優勝
2020年、2021年（パートナーは宮原健斗）
- 新春バトルロイヤル優勝
2016年
- 根室食堂杯争奪6人タッグトーナメント優勝
2017年（パートナーは宮原健斗&ジェイク・リー）

年越しプロレス
- 年忘れ!シャッフル6人タッグトーナメント優勝
2022年（パートナーは上野勇希&橋本大地）

天龍プロジェクト
- UNタッグ王座
初代（パートナーは青柳亮生）

プロレス大賞
- 新人賞
2017年
- 技能賞
2023年

## 青柳優馬が保持したことのある記録
チャンピオン・カーニバルの最年少優勝（現在も保持）
2022年の第42回において、26歳6か月の若さでチャンピオン・カーニバルを優勝。最年少記録の更新は、ジャンボ鶴田（29歳1か月）以来42年ぶりとなる。
最年少五冠王者（現在も保持）
2023年7月2日、27歳8か月の若さで三冠ヘビー級王座と世界タッグ王座の同時保持、いわゆる「五冠王」を達成。最年少記録の更新は、テリー・ゴディ（28歳2か月）以来33年ぶりとなる。
王道トーナメントの1回戦敗退（最多記録、連続記録は現在も保持・継続）
青柳は2016年の第4回より王道トーナメントに出場しているが、これまで1回戦を突破したことが一度もない。2023年と2024年にいたっては、三冠ヘビー級王者として2年連続1回戦で敗退している。

## 人物
- 2020年秋頃より「陰湿」を自身のキーワードにしている[30][31]。
  - 同年11月に宮原と再結託した際、週刊プロレスのインタビューで宮原が青柳を「陰湿」と評したことがきっかけで広まった[30][32]。諏訪魔など他選手からも陰湿呼ばわりされている[33]。
  - それ以前にも、2019年2月に野村と袂を分かった際のコメントで一部から注目を集め[31]、TAJIRIも全日本に参戦した2018年より「（青柳は）日本プロレス史上有数のダーティー王者になれる才能がある」と高く評価している[34]。
  - 青柳自身は「プロレスラーとしての個性の位置付け的には、そう（陰湿と）呼ばれることが嬉しくて仕方ない」と肯定しており、実際にリング外でのコメントのほか、リング上でも勝利時に対戦相手のみならず相手のファンを罵倒したり、さらには全日本の他選手やファンまでも皆が陰湿だと断じている[30][31]。
  - NEXTREAM復活後の新グッズでは、宮原をイメージした黒と赤のグッズが「最高レッド」とされているのに対し、青柳をイメージした青いグッズは「陰湿ブルー」と名付けられている[35]。
- プロレスラーを目指すきっかけとなったのは、学生時代に地元長野で観戦した全日本プロレスであり、その時から、全日本プロレスに入門する以外は考えていなかったという。
- 入場時には入場曲に合わせてタオルをまわしながら入場する。
- 4歳年下の弟である青柳亮生は2018年4月1日に全日本プロレスに入門、2019年1月2日にデビュー。

## 入場曲
- 初代：Disillusion
- 2代目：Rockstar（tA2）

## メディア出演
- 青柳優馬のMatsumoto SOUL!（FMまつもと、2017年4月5日[36] - 2020年9月15日[37] ）
  - ラジオ番組「まつもと日和」内コーナー、隔週火曜日12:30 - 13:00放送
  - 信州プロレス所属のLINDAも出演
- 「日曜もアメトーーク！」（テレビ朝日、2017年5月14日）
- ようこそ運ダーランド～今年イチの強運は誰だ？～（東海テレビ制作・フジテレビ系全国ネット、2022年12月24日）
- ようこそ運ダーランド～最強運No．1決定戦2023秋～（東海テレビ制作・フジテレビ系全国ネット、2023年10月7日）
- 有吉クイズ（テレビ朝日、2024年3月31日、12月1日）
- バレエ男子!（毎日放送、2025年5月2日 - 6月20日） - 青柳優馬（本人） 役[38]